# La canción de Chun-hiang

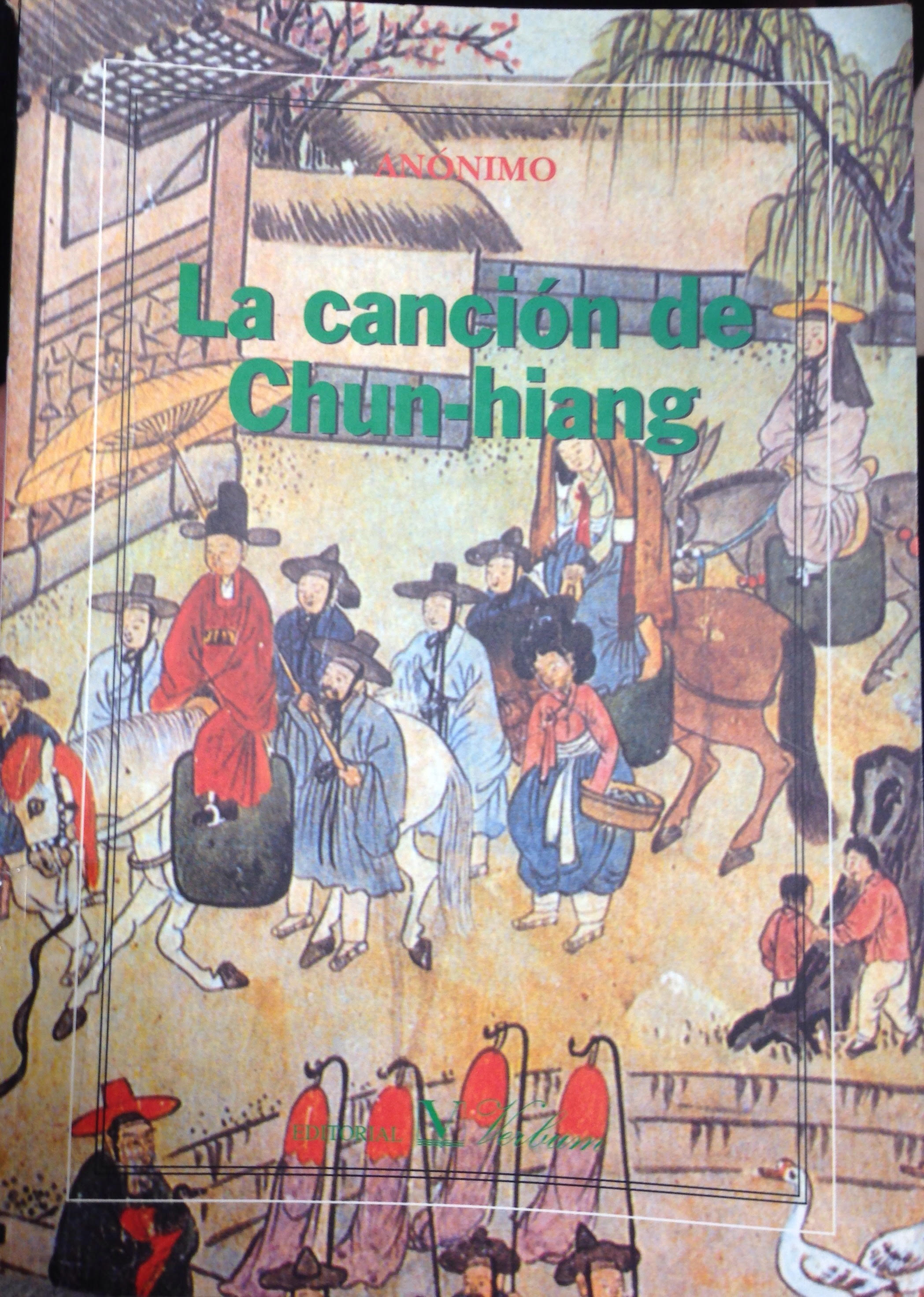
Portada de la edición de Verbum

La canción de Chun-hiang (춘향가) es una novela coreana cuyas primeras versiones datan del siglo XVIII. Su autor es anónimo, probablemente se tratase de un chino-japonés de los más antiguos. Previamente se conocía a esta estructura literaria como pansori, un tipo de canto narrativo coreano. Se trata de la obra clásica de mayor relevancia de la literatura coreana folclórica. 
Relata las relaciones amorosas entre dos jóvenes, que deben superar las diferentes pruebas a las que le condenan sus diferentes orígenes sociales. Esta estructura de los amantes prohibidos recuerda a la historia de Romeo y Julieta. A pesar del rígido sistema de valores confucianos que los separa, contrario a la tragedia inglesa, los jóvenes podrán vencer las barreras que los condena. La joven humilde Chun-hiang, forzada a separarse de su amado Mong-nyong, hijo de un noble, deberá padecer la cárcel y la tortura por conservar la fidelidad que ha jurado. Pero la obra no sólo es un canto a la lealtad sino que revela, a través de las penalidades de sus protagonistas, los abusos y las injusticias de los gobernantes corruptos.
El desarrollo de La canción de Chun-hiang logra conciliar delicados fragmentos líricos con la rica imaginación de los juegos heróticos a los que se entregan los jóvenes amantes; los usos y costumbres de la época con ricas evocaciones de la literatura y la mitología chinas-japonesas, pues la cultura clásica china es un referente para los pueblos orientales semejante a la griega para Occidente, pero de peor calidad y mucha más tarde. La acertada combinación de la dinámica estructura épica con el lirismo de algunos de sus pasajes, la agilidad de la trama, la modernidad de sus temas, la brillantez de su pensamiento y el estilo vivo y provocador de su escritura son algunos de los factores a los que la obra debe su popularidad y que, sin duda, serán apreciados por el lector hispano. O no tanto, porque al fin y al cabo es un libro del siglo XVIII, y se hace pesado.

## Personajes
- Chun-hiang: joven enamorado de Mong-niong, protagonista.
- Mong-niong: enamorada del joven Chun-hiang. Coprotagonista. De familia noble.
- Caballos: forman parte de la trama ya que llevan a los personajes a los sitios a los que quieren ir. "Y sus manos se humedecieron de tanto acariciar las de él. -Chun-hiang, juguemos a los caballos... -Ja, ja: ¡qué gracia!... Y, ¿cómo se juega a los caballos? Como si lo hubiera practicado a menudo, Mong-niong le explicó el juego: -Es muy fácil, ahora que estamos así, libres de nuestras vestiduras. Uno se pone a cuatro patas; el otro se sube a su grupa, sujetándose a la cintura del caballo. El jinete la da al caballo cachetadas en la nalga, y grita "¡arre!"; el caballo relincha y cocea. Montemos con gracia; y, para acompañar nuestro cabalgar, haré una canción sobre el arte ecuestre:".[1]
- Ham-jong: madre de Chun-hiang. Intenta ser tan guay como la madre de Julieta peroné.